# كريستيان بيورن
كريستيان بيورن (بالنرويجية البوكمول: Kristian Bjørn)‏ هو متزحلق نرويجي، ولد في 22 أغسطس 1919 في Alvdal ‏ في النرويج، وتوفي بنفس المكان في 1 أبريل 1993.

## وصلات خارجية
- كريستيان بيورن على موقع أوليمبيديا (الإنجليزية)